# Vallesia conzattii
Vallesia conzattii är en oleanderväxtart som beskrevs av Standley. Vallesia conzattii ingår i släktet Vallesia och familjen oleanderväxter. Inga underarter finns listade i Catalogue of Life.
Arten förekommer endemisk i Mexiko i delstaten Oaxaca. Den växer i bergstrakter och på högplatå mellan 2600 och 2800 meter över havet. Som buske eller litet träd med en höjd upp till 4 meter ingår Vallesia conzattii i buskskogar och skogar.
Beståndet hotas av landskapets omvandling till odlingsmark. Vid en studie året 2019 upptäcktes ungefär 2500 exemplar. IUCN listar arten som starkt hotad (EN).